# Eutelia oxylophoides
Eutelia oxylophoides is een vlinder uit de familie van de Euteliidae. De wetenschappelijke naam van de soort is voor het eerst geldig gepubliceerd in 1931 door Draeseke.